# موشچانکا (استان اوپوله)
موشچانکا (به لهستانی: Moszczanka) یک منطقهٔ مسکونی در لهستان است که در گمینا پرودنگک واقع شده‌است. موشچانکا ۱٬۱۱۶ نفر جمعیت دارد.